# Ohredahke sameby
Ohredahke sameby (tidigare: Frostvikens mellersta sameby), är en sydsamisk sameby i norra Jämtland, belägen inom mellersta delen av Frostvikens socken i Strömsunds kommun. 
Ohredahke sameby är en av Sveriges totalt 51 samebyar. Dess åretruntområde ligger i fjällområdet nordost om Gäddede och öster om Blåsjön och Ankarede. Det omfattar bland annat södra delen av Daimadalens naturreservat, Lejarfjället, Uredakke, Sielkentjakke, Ertsekke, Gallovardo och Bastunäsfjället. Norr om Ohredahke sameby ligger Voernese sameby (tidigare Frostvikens norra sameby) och söderut ligger Raedtievaerie sameby (tidigare Frostvikens södra sameby).
Befolkningen inom Ohredahke sameby finns främst i Sielken, Härbergsdalen samt i Blomhöjden och området däromkring.